# 安妮·法莫斯
安妮·法莫斯（法語：Annie Famose，1944年6月16日—），法国女子高山滑雪运动员。她曾代表法国参加1964年、1968年和1972年冬季奥林匹克运动会高山滑雪比赛，共获得一枚银牌和一枚铜牌。